# Eleição municipal de Araucária em 1982
A eleição municipal de Araucária de 1982 ocorreu no dia 15 de novembro, junto de todos os demais municípios. Nela, foi eleito o prefeito que administraria a cidade a partir de 1º de fevereiro de 1983 e cujo sucessor seria eleito em 1988. Foi a última eleição realizada no Regime Militar de 1964 e a única realizada no governo de João Figueiredo, além de ser a primeira eleição após o fim do bipartidarismo. Os eleitores araucarienses puderam escolher entre sete candidatos a prefeito, além de diversos a vereador. Filho do ex-prefeito Ignácio Kampa, o cardiologista Rogério Kampa foi o eleito para comandar o município durante os seis anos conseguintes.

## Resultados

### Eleição para prefeito
Conforme dados do TSE, foram computados 19.266 votantes, sendo 17.571 votos nominais, 1.356 brancos e 339 nulos. O resultado completo da eleição para prefeito é:
| Rogério Kampa PMDB           | Getúlio Cardoso Montegutte PMDB | 7.870 | 44,82% |
| Attílio Pereira de Lima PMDB | Emílio Ferreira da Silva PMDB   | 3.706 | 21,10% |
| Antônio de Souza França PDS  | Edvino Kampa PDS                | 3.413 | 19,44% |
| Antônio Carlos Torres PDS    | Antônio Scherreier PDS          | 2.329 | 13,26% |
| Edinei Hutner PDS            | Leopoldo Tuleski PDS            | 206   | 1,17%  |
| Semiano Delgado PDT          | Maria Soares de Lima PDT        | 21    | 0,12%  |
| Badico Bento PT              | Honestálio Jacó de Souza PT     | 16    | 0,09%  |
| Fontes:                      |                                 |       |        |

### Eleição para vereador
Ao todo, foram eleitos 9 vereadores, tendo influência da votação dos partidos, onde PMDB e PDS herdaram as vagas (6 e 3 respectivamente). PDT e PT não obtiveram quociente eleitoral para emplacar vereadores, por isso ficaram de fora. Os eleitos na ocasião são:
| Candidato(a)                  | Partido | Votos | Percentual |
| ----------------------------- | ------- | ----- | ---------- |
| Josué de Oliveira Kersten     | PMDB    | 1.746 | 9,93%      |
| Pedro Sebastião do Vale Lemos | PMDB    | 1.360 | 7,74%      |
| João Alceu de Souza Rodrigues | PMDB    | 773   | 4,39%      |
| Aldair Miguel Buiar           | PMDB    | 726   | 4,13%      |
| Algacir Ohpis                 | PMDB    | 718   | 4,08%      |
| Pedro Furman                  | PDS     | 571   | 3,24%      |
| Pedro Paulo Kalva Filho       | PMDB    | 565   | 3,21%      |
| Acyr de Almeida Torres        | PDS     | 541   | 3,07%      |
| Alcir Nogueira                | PDS     | 367   | 2,08%      |